# Malika Schüpbach
Malika Schüpbach (* 22. November 1993 in Le Sentier, Le Chenit) ist eine ehemalige Schweizer Skispringerin.

## Werdegang
Am 9. August 2006 gab Schüpbach, die für den Skiclub Vallée de Joux startete, in Pöhla ihr Debüt im Skisprung-Continental-Cup. Dabei erreichte sie auf Anhieb mit Platz 25 eine Platzierung innerhalb der Punkteränge. In den folgenden Springen konnte sie ihre Leistung weiter steigern. Am 13. August 2008 gelang ihr ebenfalls in Pöhla erstmals eine Platzierung unter den besten zehn und mit dem neunten Platz ihre bislang beste Platzierung. Bei den Schweizer Meisterschaften im Skispringen 2008 gewann Schüpbach hinter Salome Fuchs und Bigna Windmüller die Bronzemedaille. Zuvor hatte Schüpbach bereits mit Platz 38 in der Gesamtwertung der Saison 2007/08 ihre bislang höchste Platzierung in der Continental-Cup-Gesamtwertung erreicht.